# Увенчание терновым венцом (картина Босха, Эскориал)
«Увенчание (коронование) терновым венцом» — картина нидерландского художника Иеронима Босха.
Она относится к позднему периоду творчества мастера, когда творческая сила воображения, причудливого и фантасмагорического, покидает его картины, уступив место композициям строгим и аскетичным, но всегда новаторским.
Все фигуры написаны на первом плане на золотом фоне, нет никакого намёка на перспективу, и для решения пространственной проблемы художник размещает фигуры в круглом обрамлении — такая композиция, уподобленная своеобразному кадру, настолько современна, что её можно назвать кинематографической. Босх устраняет границу между зрителем и глумливой сценой поругания Христа.
Христос сидит на переднем плане, глядя на зрителя, его сдвинутые брови свидетельствуют о том, что он испытывает страдания. Рукой в железной рукавице краснолицый ощеренный латник разрывает одеяние Христа; другой воин, опершись одной ногой о постамент, на котором сидит Христос, собирается ещё глубже надвинуть терновый венец на его чело, этот воин имеет на своей одежде опознавательную бляху с изображением чёрного двуглавого орла на жёлтом фоне-символ Священной Римской Империи либо властвовавшего тогда над Нидерландами и нелюбимого в народе императора Максимилиана, что позволяет говорить о политическом наполнении картины и резко негативном отношении Босха к современной ему светской власти; третий же, выглядывая из-за спины второго, наблюдает за действиями палачей, явно поощряя их, и этот живой и злорадный интерес контрастирует с холодным безразличием двух мужчин слева. Мучительство Христа приобретает космический масштаб благодаря тому, что вокруг самой картины в технике гризайли представлена вечная битва ангелов и демонов — нескончаемая борьба добра и зла.
Босх написал ещё одну картину с таким же названием, которая в настоящее время хранится в Национальной галерее Лондона.